# Bartholomäus Grill

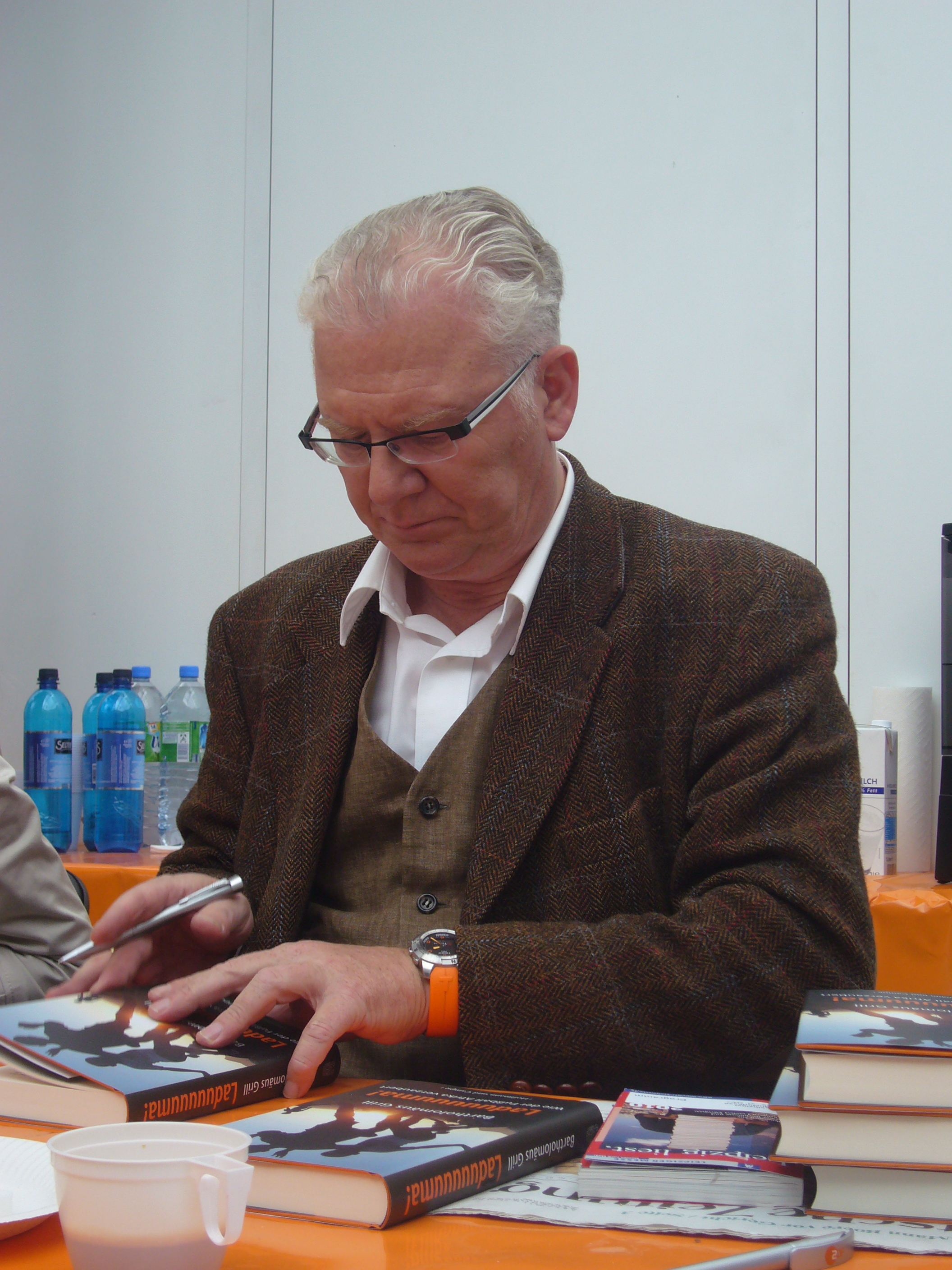
Bartholomäus Grill (2010)

Bartholomäus Grill (* 24. August 1954 in Oberaudorf am Inn) ist ein deutscher Journalist, Schriftsteller  und Afrika-Korrespondent.

## Leben und Werk
Nach dem Studium der Philosophie, Soziologie und Kunstgeschichte begann Grill seine journalistische Laufbahn als freier Kulturjournalist bei der Mittelbayerischen Zeitung in Regensburg und bei der taz in Berlin. Ab 1984 volontierte er beim Deutschen Allgemeinen Sonntagsblatt in Hamburg, für das er anschließend als Kulturredakteur arbeitete; 1987 wechselte er ins Politik-Ressort der Wochenzeitung Die Zeit.
1993 wurde Grill als Afrika-Korrespondent der Zeit nach Johannesburg in Südafrika entsandt. Er schrieb Berichte und Reportagen über den Kontinent für Die Weltwoche (Zürich), Profil (Wien) sowie für das Magazin GEO. Ab 2000 leitete er das Afrika-Büro der Zeit in Kapstadt. Von 2005 bis 2009 gehörte Grill zum Afrika-Beraterkreis von Bundespräsident Horst Köhler. Ab 2006 arbeitete er als Zeit-Autor in Berlin. 2008 bis 2011 war er Herausgeber der Monatszeitung The African Times, der ersten deutschen Zeitung für Afrika in englischer Sprache. Im August 2009 kehrte Grill als Korrespondent nach Südafrika zurück.
Ende 2012 verließ er nach 25 Jahren die Zeit und arbeitet seit dem 1. Februar 2013 als Afrika-Korrespondent für das Nachrichtenmagazin Der Spiegel.
Seine Verbundenheit mit Afrika hat Grill mit mehreren Büchern über den Kontinent zum Ausdruck gebracht. Für sein Engagement wurde er mit verschiedenen Preisen ausgezeichnet. Grill lebt in Kapstadt, ist verheiratet und hat einen Sohn.

## Preise und Ehrungen
- 1987: Reportagepreis des Europarates
- 1988: Kosmos Umweltreporter-Preis
- 1996: Medienpreis Entwicklungspolitik
- 2005: Journalistenpreis Bergwelten
- 2005: Medienpreis der Deutschen AIDS-Stiftung
- 2006: Silberner Apfel des Bundespressesprecherverbandes
- 2006: Wolfgang-Koeppen-Preis der Stadt Greifswald
- 2006: Henri-Nannen-Preis für die beste Reportage (= Egon-Erwin-Kisch-Preis) für einen Beitrag über Sterbehilfe[6]
- 2006: Medienpreis Entwicklungspolitik
- 2010: ITB BuchAward
- 2010: Fußballbuch des Jahres, zweiter Platz[7]

## Veröffentlichungen
- Hrsg. mit Manfred Kriener: Er war einmal. Der deutsche Abschied vom Wald. Focus, Gießen 1984, ISBN 3-88349-311-2
- gemeinsam mit Hans Brandt: Der letzte Treck: Südafrikas Weg in die Demokratie. Dietz, Bonn 1994, ISBN 3-8012-3062-7
- Safina. Ein Bilderbuch für Kinder. Holzhausen, Wien 1999, ISBN 3-85493-001-1
- Ach, Afrika. Berichte aus dem Inneren eines Kontinents. Siedler, Berlin 2003, ISBN 3-88680-754-1 (Taschenbuchausgabe bei Goldmann, 2005, ISBN 3-442-15337-9)
- gemeinsam mit Stefan Hippler: Gott, Aids, Afrika. Das tödliche Schweigen der katholischen Kirche. Kiepenheuer & Witsch, Köln 2007, ISBN 3-462-03925-3 (Taschenbuchausgabe bei Bastei-Lübbe 2009, ISBN 978-3-404-60615-3)
- Laduuuuuma! Wie der Fußball Afrika verzaubert. Hoffmann und Campe, Hamburg 2009, ISBN 978-3-455-50121-6
- Um uns die Toten. Meine Begegnungen mit dem Sterben. Siedler, München 2014, ISBN 978-3-8275-0029-8
- Wir Herrenmenschen. Unser rassistisches Erbe: Eine Reise in die deutsche Kolonialgeschichte. Siedler, München 2019, ISBN 978-3-8275-0110-3
- Afrika! Rückblicke in die Zukunft eines Kontinents, Siedler, München 2021, ISBN 978-3-8275-0145-5
- Bauernsterben. Wie die globale Agrarindustrie unsere Lebensgrundlagen zerstört, Siedler, München 2023, ISBN 978-3-8275-0168-4.